# Palacio de las Artes y la Industria
El Palacio de las Artes y la Industria  es un edificio de Madrid que alberga el Museo Nacional de Ciencias Naturales y la Escuela Técnica Superior de Ingenieros Industriales de la Universidad Politécnica de Madrid.

## Historia
Fue comenzado a construirse en 1882 en la zona de los Altos del Hipódromo por Federico Villalba, siendo continuado por la Sociedad Anónima Internacional de Construcción y Contratas Públicas de Braine le Comte, según proyecto del arquitecto Fernando de la Torriente, ayudado por Emilio Boix y Merino, que continuó las obras a partir de 1886 tras la muerte de Torriente, el 21 de mayo de 1887 se inaugura la primera Exposición Nacional de Bellas Artes por la reina regente María Cristina, celebrándose la última Exposición Nacional de Bellas Artes en 1899.
En 1903 se quedó sin uso, hasta que en 1906 se traslada la sección de Entomología del Museo Nacional de Ciencias Naturales y en 1907 la Escuela de Ingenieros Industriales, realizándose obras de adaptación para el Museo entre 1909 y 1910 en la zona norte. También estuvieron instalados el Museo del Traje, el Cuartel de la Guardia Civil y el Instituto Torres Quevedo.

## Descripción

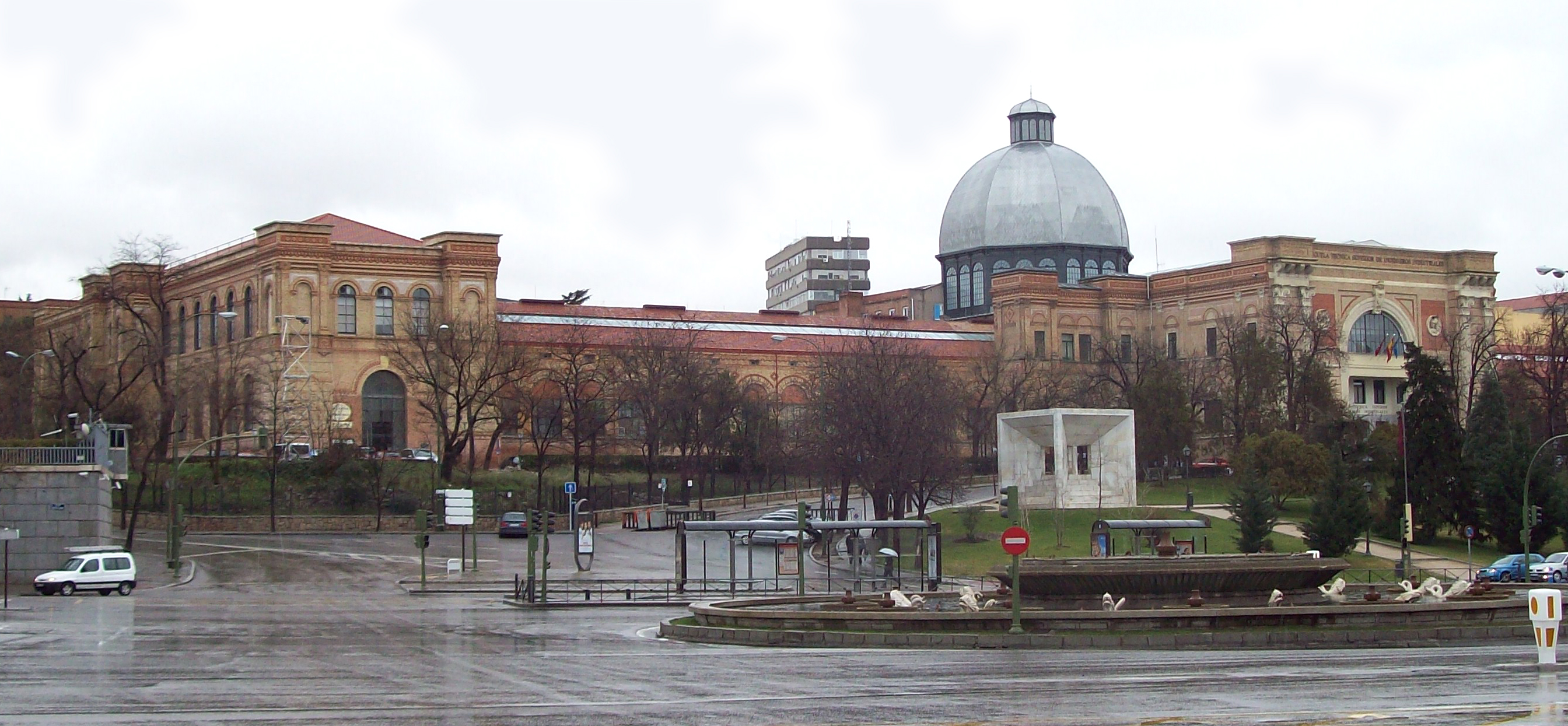
Fotografía del Palacio de las Artes y la Industria.

Está construido con una estructura metálica, con columnas de fundición, pisos de viguetas metálicas y armaduras de cubierta con sistema Polonceau. Consta de un eje central, en él que se sitúa la puerta principal, con una cúpula en el centro y un cuerpo absidial  en la parte trasera. De este emergen dos alas, cada una con un patio, teniendo sótano, planta baja y principal. Sus exteriores son de ladrillo visto, decorados con esculturas de piedra, muchas desaparecidas, estando exento en medio de jardines, hoy perdidos los traseros por edificios auxiliares.